# Emmanuel-Henri van Outryve d'Ydewalle
Emmanuel-Henri van Outryve d'Ydewalle (Brugge, 27 januari 1829 - 21 mei 1902) was een Belgische politicus. Hij was burgemeester van Oostrozebeke en Ruddervoorde.

## Familie
Ridder Emmanuel Henri Augustin van Outryve d'Ydewalle was een telg uit het geslacht Van Outryve d'Ydewalle. Hij was het vierde van de acht kinderen van Eugène-Augustin van Outryve d'Ydewalle en Clémence van Severen. Hij studeerde rechten aan de Katholieke Universiteit Leuven maar onderbrak zijn studies in 1854 bij de dood van zijn vader, teneinde zijn plichten als familiehoofd te vervullen. 
Hij woonde met zijn zus Pauline op het ouderlijk kasteel in Ruddervoorde. Tijdens de winter woonden ze in de Casselberg, Hoogstraat, in het ouderlijk huis dat hoofdzakelijk door hun broer Eugène werd bewoond. 
Hij bleef vrijgezel.

## Levensloop
Emmanuel was tweemaal burgemeester. Eerst trad hij toe tot de gemeenteraad van Oostrozebeke (1872) en werd burgemeester van deze gemeente. In 1877 nam hij ontslag omdat de familietoestand (dood van zijn broer Charles-Julien, van wiens jonge kinderen hij voogd werd, verkiezing tot volksvertegenwoordiger van zijn broer Eugène) hem naar Ruddervoorde riep. Hij werd in Oostrozebeke opgevolgd door zijn neef Jean-Baptiste de Bethune jr.. Hij werd burgemeester van Ruddervoorde, welk ambt hij tot aan zijn dood bekleedde.
Hij bleef de banden bewaren met Oostrozebeke, door zich in 1877 voor dit kanton te laten verkiezen tot provincieraadslid. Hij was ook een belangrijk weldoener van de katholieke scholen in Oostrozebeke, meer bepaald tijdens de schoolstrijd. Nochtans stapte hij in 1878 over naar het kanton Torhout, waar Ruddervoorde toe behoorde. Hij bleef provincieraadslid tot in 1896. 
In Ruddervoorde ontwikkelde hij onder meer de volgende activiteiten:
- voorzitter van het armenbestuur
- voorzitter van de burgerlijke godshuizen
- voorzitter van de commissie voor het leerwerkhuis
- voorzitter van het Bestuur van het Vrijgeweed

Hij was ook actief in Brugge, waar hij 's winters resideerde. Zo was hij:
- armenmeester op de Sint-Jacobsparochie
- lid (1856) en proost (1864 en 1887) van de Edele Confrérie van het Heilig Bloed
- lid van de katholieke kiesvereniging 'La Concorde' (1860)
- lid van het Centraal comité van de Sint-Pieterspenning voor het bisdom Brugge (1865)
- lid van de Jachtvereniging voor de beteugeling van het stropen (1870)
- medestichter van de Vrije Eigenaars- en Landbouwersbond (1885)
- wereldlijke vader van de Sinte-Godelieveabdij

Samen met zijn schoonbroer Jean-Baptiste Bethune kocht en schonk hij de grond in Gistel waarop een nieuwe Sinte-Godelievepriorij werd gebouwd. 
Het bronzen beeld van Diederik van de Elzas dat hij aan de Heilig-Bloedkapel schonk, werd in de voorgevel van het gebouw geplaatst.